# あの日々
『あの日々』（그날들・クナルドゥル）は、韓国のジュークボックス・ミュージカルである。2013年4月4日、ソウルの大学路ミュージカルセンターのこけら落とし作品として初演された。

## 概要
韓国の代表的なフォークソング歌手である故キム・グァンソクの名曲でつづられた創作ミュージカルである。
本作品のタイトル「あの日々（그날들）」は、そのうちの一曲からつけられている。
公演の際、会場中央の一席をキムのための席とし、肖像画が置かれた。
2015年1月6日には、キムの命日として記念公演イベントが行われた。
青瓦台を舞台に、1992年の出来事と2012年の出来事が交錯して、真相が明らかになっていく構成となっている。
主人公であるジョンハクが、韓中修好20周年の日に起こった事件を追っていくうちに、20年前に起こった事件の真相を知ることとなる。
20年の歳月を経て、ジョンハクの中にあった誤解が解け、過去および現在のわだかまりや苦悩から解放されるストーリーである。
著作権の問題でキムが作詞・作曲した楽曲は未使用である。また、物語に合わせて楽曲に大胆なアレンジを施したため、原曲の趣が失われているものが多い。

## あらすじ
1992年、青瓦台警護室。「あの日」はそうして始まった。
青瓦台の警護員となった「ジョンハク」は、自分とは違う自由奔放な同期の「ムヨン」と出会う。
新人警護員のなかで最高の人材と目された「ジョンハク」と「ムヨン」は、時にはライバル、時には友人として友情を育んでいく。
韓中修好を前に彼らに与えられた初の任務は、身元の分からない「彼女」を警護すること。
ところが、突然「彼女」が消えた。「ムヨン」も一緒に。
2012年、「あの日」の痕跡が見つかる。
韓中修好20周年記念行事まっただ中の青瓦台。警護部長となった「ジョンハク」に伝えられた緊急事態。
大統領の娘「ハナ」と随行警護員「デシク」が消えた。
まるで20年前の「あの日」のように。
彼らの行方を追う「ジョンハク」の前に、消えた「ムヨン」と「彼女」の痕跡が少しずつ現れ…。
我々が一緒だった「あの日々」
20年の時を越えて、彼らの物語が再び始まる。

## 主な登場人物
ジョンハク（チャ・ジョンハク）
大統領府警護室 警護2処部長。冷静で徹底した原則主義者。現在の警護室内最高の実力者。若い頃は常に二番手に甘んじていた。
ムヨン（カン・ムヨン）
1992年当時、新人警護員。ジョンハクの同期でパートナー。余裕とウィットを備えた自由人。20年前に失踪。
彼女
身元の分からない被警護人。通訳者。20年前に失踪。
運営官
大統領府専属の料理人。情に厚く、気さくな性格。
デシク
警護2処の新米。愚直で純粋。大統領の娘ハナの随行警護員。
サング
デシクのパートナー。熱心だが気が利かない。
司書
青瓦台内図書館司書。気難しく、好き嫌いがはっきり。ジョンハクの妻。
ハナ（コ・ハナ）
芸術高校2年生、バイオリン専攻。大統領の娘。
スジ（チャ・スジ）
芸術高校2年生、バイオリン専攻。ハナの親友でありライバル。ジョンハクの娘。ジョンハクの意思により警護部長の娘であることを周囲に隠している。

## 主なキャスト
|            | 2013年                                         | 2014-2015年                                               | 2016-2017年                                                              | 2018-2019年                                                 |
| ---------- | ---------------------------------------------- | --------------------------------------------------------- | ------------------------------------------------------------------------ | ----------------------------------------------------------- |
| ジョンハク | ユ・ジュンサン オ・マンソク カン・テウル       | ユ・ジュンサン イ・ゴンミョン カン・テウル チェ・ジェウン | ユ・ジュンサン イ・ゴンミョン ミン・ヨンギ オ・マンソク                  | ユ・ジュンサン イ・ピルモ オム・ギジュン チェ・ジェウン     |
| ムヨン     | チェ・ジェウン オ・ジョンヒョク チ・チャンウク | オ・ジョンヒョク チ・チャンウク キュヒョン キム・スンデ   | オ・ジョンヒョク チ・チャンウク イ・ホンギ ソン・スンウォン ヤン・ヨソプ | オ・ジョンヒョク オン・ジュワン ナム・ウヒョン ユン・ジソン |
| 彼女       | パク・ジニ キム・ジョンファ                    | キム・ジヒョン シン・ダウン                               | キム・ジヒョン シン・ゴウン                                              | チェ・ソヨン J-Min                                          |
| 運営官     | ソ・ヒョンチョル イ・ジョンヨル                | ソ・ヒョンチョル イ・ジョンヨル                           | ソ・ヒョンチョル イ・ジョンヨル                                          | ソ・ヒョンチョル イ・ジョンヨル                             |
| デシク     | キム・サノ キム・デヒョン                      | チェ・ジホ キム・サノ                                     | チェ・ジホ キム・サノ                                                    | チェ・ジホ キム・サノ                                       |
| サング     | パク・ジョンピョ チョン・スンウォン            | パク・ジョンピョ チョン・スンウォン                       | パク・ジョンピョ チョン・スンウォン                                      | パク・ジョンピョ カン・ヨンソク                             |
| 司書       | キム・ソジン                                   | キム・ソジン イ・ジニ                                     | イ・ボンリョン イ・ジニ                                                  | パク・ミンジョン イ・ジニ                                   |
| ハナ       | ソン・サンウン                                 | ソン・サンウン                                            | ソン・サンウン イ・ジミン                                                | イ・ジミン チェ・ムンジョン                                 |
| スジ       | イ・ダヨン                                     | イ・ダヨン                                                | ムン・ヒラ                                                               | イ・ダヨン イ・ユジン                                       |

## 制作チーム
2013年
- プロデューサー：チャン・サンヨン、ソン・サンウォン、キム・スヒョン
- 作・演出：チャン・ユジョン
- 音楽監督：チャン・ソヨン
- 編曲：チャン・ソヨン、ファン・ギュドン、ホ・スヒョン
- 振付スーパーバイザー：オ・ジェイク
- 振付：チョン・ドヒョン
- 舞台デザイン：パク・ドンウ
- 照明デザイン：ペク・シウォン
- 音響デザイン：キム・ギヒョン
- 映像デザイン：チョン・ジェジン
- 小道具デザイン：チョ・ユニョン
- 技術監督：ナム・ウチョル
- 舞台監督：コ・ヒョンジュ

2014-2015年
- プロデューサー：チャン・サンヨン、ソン・サンウォン
- 作・演出：チャン・ユジョン
- 編曲、音楽監督：チャン・ソヨン
- 振付監督：シン・ソノ
- 武術監督：ソ・ジョンジュ
- 舞台デザイナー：パク・ドンウ
- 照明デザイナー：ペク・シウォン
- 音響デザイナー：キム・ギヒョン
- 映像デザイナー：チョン・ジェジン
- 衣装デザイナー：チョ・ムンス
- 小道具デザイナー：チョ・ユニョン
- 扮装デザイナー：ヤン・フィソン
- 技術監督：キム・ミギョン
- 制作監督：イ・スンジン
- 舞台監督：キム・サンドク

## ミュージカルナンバー
|     | 2013年 | 2014-2015年、2016-2017年 |
| --- | --- | --- |
| 1幕 | 変わっていくね 木 あまり深く考えないで 一人残る夜 言えない私の愛 二輪で動く自動車 鳥籠の中の友達 君へ 終わらない歌 澄んで芳しく 彼女が初めて泣いた日 あの日々                               | 変わっていくね 木 あまり深く考えないで 一人残る夜 彼女が初めて泣いた日 言えない私の愛 鳥籠の中の友達 君へ 終わらない歌 不幸よ 彼女が初めて泣いた日 あの日々 |
| 2幕 | 送らない手紙 二等兵の手紙 三十頃に 待ってくれ 5月のラブソング 私の歌 塵になって それは君自身を愛してないからだよ 花＋私の人よ あまり深く考えないで 愛したけれど 街で 曇った秋空に手紙を書く | 送らない手紙 二等兵の手紙 三十頃に 待ってくれ 愛という理由で 私の歌 塵になって 花＋私の人よ 愛したけれど あまり深く考えないで 街で 曇った秋空に手紙を書く   |

## シーン
以下は、2014年のパンフレットに記載された内容であり、実際の公演内容とは異なる部分がある。

### 1幕
1幕 1章 失踪
2012年、青瓦台で「韓中修好20周年記念音楽会」を準備中の警護部長ジョンハクに、大統領の娘ハナと随行警備員デシクが消えたという知らせが伝えられる。この時、任務を指示するジョンハクに対し運営官は、20年前韓中修好があった日、ジョンハクの親しかった同期ムヨンと彼女が消えたことを思い起こさせる。
1幕 2章 ライバル対友人
1992年、青瓦台警護員たちの訓練場所である演武館。辛い訓練が続くその場所で、26歳のジョンハクとムヨンは初めて対面する。二人は大勢の中で頭角を現し、友人としてライバルとして次第に親しくなる。そんな中、警護室長の特別指示が下される。
1幕 3章 彼女を守れ
ジョンハクとムヨン、彼らに下された任務は、身元がわからない彼女を警護することである。
彼女の部屋の前で、しばし出くわす3人の男女。彼女を再び見るため、ムヨンは彼女の窓の前に駆け出す。
1幕 4章 図書館
青瓦台図書館で随行警護中のジョンハクとムヨンは、彼女がちょっと席を外した隙に、楽譜が描かれた彼女のノートを発見する。
ノートを見ようとするムヨンと、これを阻止しようとするジョンハクは、幼稚な喧嘩を繰り広げ、彼女は二人の姿を見て笑みを浮かべる。
1幕 4-1章 ハナと司書
事件当日の朝、大統領の娘ハナは古い楽譜集を借りようとするが、司書は延滞を理由にこれを断る。司書とハナはいざこざを繰り広げ、頭にきたハナは学校へ向かう。
1幕 5章 学校は戦場だ
ハナが通う芸術高等学校の教室。ハナの親友であるスジと賑やかな学生たちの間に、ハナと学生に変装したデシク、サングが一緒に入ってくる。
デシクの過剰な警護のせいでちょっとした騒動が起こり、そのせいで学生たちはハナを嘲笑する。結局ハナは教室を飛び出した。
1幕 5-1章 サングや、どうかI
消えたハナの部屋の中で、警護員たちが集まっている。CCTVにも映っていないハナの行方に疑問を持つジョンハクは、サングがハナに死角を教えてあげたことを知る。窮地に陥ったサングは、ハナの部屋のドアの隙間にある一文を発見する。「ムヨン参上」
1幕 6章 さくらんぼの季節
彼女の部屋の前で警護中のジョンハクとムヨン。突然、中らから悲鳴が聞こえてくる。飛び込んだ二人の男性の前に、バルコニーの窓に体が半分かかった彼女が見え、そんな彼女の行動を自殺と誤解したムヨンは彼女を責める。しかし、近くの野外で上演されている映画を観るためだったということを知ったムヨンは、彼女のために映画が映る反射板を作ってあげる。映画を一緒に観ながら、彼女が通訳者であることを知る二人の警護員。やがて、二人の男性の間で眠りについた彼女の顔がムヨンに寄りかかる。
1幕 7章 バナナ宴会
眠った彼女とムヨンを残し、水を取りに厨房へ行ったジョンハクは、厨房で酒を飲んでいる運営官と司書、警護員たちに会う。ジョンハクに司書を紹介してあげる運営官。二人をくっつけようとする雰囲気が続く。怒りながら部屋に戻ってきたジョンハクの前に、ムヨンと彼女が妙な姿勢で横たわっている。
1幕 8章 サングや、どうかII
ハナの携帯電話を発見し、ジョンハクへ見せるサング。ジョンハクの前で、携帯電話に突然かかってきた電話を平然と切り、ジョンハクに叱られる。そして、サングはハナが消える直前に開かれたコンクールであった出来事をふと思い出す。
1幕 9章 記者たち
記者たちが秘密裏に集まっている。修好会議に通訳で参加した女性が間もなく排除されたという話をしあっている記者たち。
彼らの話をジョンハクとムヨンが偶然聞く。
1幕 10章 タイムスリップ
記者たちが去ったその場所にジョンハクとムヨンがいる。そして、どこかへ急に駆けて行くムヨン。
2012年あの日、部屋の中でハナはスジの交通事故の知らせをクラスメイトから聞かされる。
1992年あの日、ムヨンは図書館に隠れている彼女を発見する。
2012年、家出を決心したハナを追って図書館へ来たデシク。
こうして、4人の男女が20年の間をおいて図書館に集まってくる。
何者かの気配を感じた4人の男女は、図書館の窓を飛び下りる。
1幕 11章 あの日々
ハナとデシクの痕跡を追って図書館に来たジョンハクと警護員たち。
ハナが借りようとして置いていった楽譜集を発見する。
楽譜の中に残されたムヨンと彼女の痕跡を見つけたジョンハクは、過去の記憶を思い出す。
20年前の逃げるムヨンと彼女、現在のハナとデシクの姿が重なり、一発の銃声とともに、修好を祝う最後の花火が炸裂する。

### 2幕
2幕 1章 疑問詞
身元のわからない誰かの葬儀が行われている。消えてしまったムヨンはスパイ容疑を受け、彼と親しかったジョンハクは捜査官たちから厳しい取り調べを受ける。
そして、ジョンハクは自身の手でムヨンのスパイ申告書を作成する。
2幕 2章 戦線で
青瓦台警護員から軍部隊に左遷されたジョンハク。卓越した実力は相変わらずだが、次第に冷淡になっていく。
運営官が訪ねてきて、複雑に絡んだジョンハクの心を読む。ジョンハクは流れる時間の中で傷ついた心を建て直し、再び青瓦台へ復帰する。
2幕 2-1章 父女有親
ハナの部屋を調査中のジョンハクに、娘スジが訪ねて来る。自分よりハナを庇うジョンハクを見て怒るスジ。
ハナが消えたという話を聞いて驚いたスジは、ふとジョンハクにハナの行方が分かるかもしれないと話す。
2幕 3章 山奥の秘密
山の麓を登るハナとデシクは、自分たちがいる所が20年前発生した謎の爆発事故現場だということを知る。
ハナは近くの土の中に埋まったガラス瓶から楽譜を発見し、楽譜に書かれた暗号を解読しだす。
一方、二人を捜しに出たジョンハクとサングは、スジを前に立たせて山を登る。
2幕 4章 サウンド・オブ・ミュージック
ジョンハクが水を取りに行った間、ムヨンと彼女が楽譜を見ている。
楽譜に暗号を作り込む二人。
ジョンハクは司書と一騒動を終えて、部屋に入って来る。
ネズミを発見して驚き、ベッドの上に倒れたムヨンと彼女。その姿をジョンハクが見る。
そして、部屋を出たジョンハクは、警護室長へ職務変更を申し出る。
2幕 5章 更衣室
シャワーを終えた警護員たちの間で何かを書いているムヨン。
ムヨンが恋をしていると怪しむ運営官と警護員たちは、ムヨンを放っていたずらを始める。
そんな折、更衣室に入って来たジョンハクは、ムヨンに冷たく接して出て行ってしまう。
2幕 5-1章 塵になって
修好式を終えて中国へ発つ準備をしている彼女を訪ねていくムヨン。
二人は窓辺でお互いの愛を確認する。そんな二人を見つめるジョンハク。
そして、ついに修好式の日が近づいてきた。
2幕 6章 すれ違う運命
彼女がまもなく排除されるという話を聞いたジョンハクとムヨン。
彼女を救うために走って行こうとするムヨンと、警護員の立場を掲げるジョンハク。
結局、ムヨンだけが彼女を守るために走って行き、ジョンハクは上部の命令を受け、警護示範団へ合流する。
そして、まもなくムヨンと彼女を捜せという非常命令が下される。
2幕 7章 悲運の恋人
松花粉を集めた青瓦台裏手の哨所の中。銃で撃たれたムヨンと彼女が震えている。
ムヨンは彼女を生かそうと、一人で下りて行かせようとするが、彼女はかたくなに拒否する。
熱いキスとともに、彼女は山を下りて行き、ムヨンはジョンハクへ送る最後の手紙を書く。
そして、ムヨンがライターを点けた瞬間、松花粉とともに哨所が爆発する。
2幕 8章 過去から来た手紙
どこからかバイオリンの音が聞こえ、その音を聞いたハナとデシクは、ジョンハクとサング、スジに出会う。
ハナとスジの誤解が解け、ハナはジョンハクへ、ムヨンが残した手紙を読んであげる。
手紙とともにジョンハクは回想に耽る。
2幕 9章 残った者たちへの労い
山を下りてくるジョンハク、青瓦台はすべてのことが元の場所へ戻ってきた。
韓中修好記念が開かれた会場で、ジョンハクは彼女に20年ぶりに会う。
ムヨンの安否を尋ねる彼女へ、ジョンハクはムヨンが残した手紙を渡す。
そして、ハナとスジの最後の演奏が始まる。

## 公演記録
- 2013年4月4日〜2013年6月30日 - 大学路ミュージカルセンター 大劇場（ソウル公演）
- 2013年7月5日〜2013年7月7日 - 大田芸術の殿堂 アートホール（大田公演）
- 2013年7月19日〜2013年7月21日 - 啓明アートセンター（大邱公演）
- 2013年8月2日〜2013年8月4日 - 京畿道文化の殿堂 幸福な大劇場（水原公演）
- 2013年8月15日〜2013年8月18日 - センタムシティー ソヒャンシアター ロッテカードホール（釜山公演）
- 2013年8月23日〜2013年8月25日 - 安山文化財団 日の出劇場（安山公演）
- 2013年9月14日〜2013年9月15日 - 済州アートセンター（済州公演）
- 2014年10月21日〜2015年1月18日 - 大学路ミュージカルセンター 大劇場（ソウル公演）
- 2015年2月7日〜2015年2月8日 - 仁川総合文化芸術会館（仁川公演）
- 2015年3月13日〜2015年3月15日 - 韓国音の文化の殿堂（全州公演）※中止
- 2015年3月21日〜2015年3月22日 - 城南アートセンター オペラハウス（城南公演）
- 2015年4月4日〜2015年4月5日 - 啓明アートセンター（大邱公演）
- 2015年4月17日〜2015年4月19日 - センタムシティー ソヒャンシアター ロッテカードホール（釜山公演）
- 2015年4月24日〜2015年4月26日 - 大田芸術の殿堂 アートホール（大田公演）
- 2015年5月16日〜2015年5月17日 - 慶南文化芸術会館 大公演場（晋州公演）
- 2015年5月30日〜2015年5月31日 - 済州アートセンター（済州公演）
- 2016年8月25日〜2016年11月3日 - 忠武アートセンター 大劇場（ソウル公演）
- 2016年11月12日〜2016年11月13日 - 啓明アートセンター（大邱公演）
- 2016年12月2日〜2016年12月4日 - センタムシティー ソヒャンシアター 新韓カードホール（釜山公演）
- 2016年12月10日〜2016年12月11日 - 京畿道文化の殿堂 大劇場（水原公演）
- 2016年12月16日〜2016年12月17日 - 九里アートホール コスモス 大劇場（九里公演）
- 2016年12月23日〜2016年12月25日 - GSカルテックス イェウルマル 大劇場（麗水公演）
- 2017年1月21日〜2017年1月22日 - 城南アートセンター オペラハウス（城南公演）
- 2017年2月7日〜2017年3月5日 - 芸術の殿堂 オペラ劇場（ソウル公演）
- 2018年12月23日〜2018年12月30日 - センタムシティー ソヒャンシアター 新韓カードホール（釜山公演）
- 2019年1月5日〜2019年1月6日 - 大田芸術の殿堂 アートホール（大田公演）
- 2019年2月22日〜2019年5月6日 - ブルースクエア インターパークホール（ソウル公演）

## 受賞歴
- 第7回 ザ・ミュージカルアワード「今年の創作ミュージカル賞」、「脚本賞」（チャン・ユジョン）、「男優新人賞」（チ・チャンウク）
- 第19回 韓国ミュージカル大賞「ベスト創作ミュージカル賞」、「演出賞」（チャン・ユジョン）
- 第7回 チャ・ボムソク戯曲賞「ミュージカル脚本賞」
- 第8回 大邱国際ミュージカルフェスティバル「今年のスター賞」（ユ・ジュンサン、オ・マンソク）
- 第9回 大邱国際ミュージカルフェスティバル「今年のスター賞」（ユ・ジュンサン、イ・ゴンミョン）
- 第5回 イェグリーンミュージカルアワード「助演男優賞」（チ・チャンウク）